# Bombardement de Tchassiv Iar
La frappe de missiles de Tchassiv Iar est une frappe de missiles survenue le 9 juillet 2022 à 21 h 17 heure locale sur deux immeubles résidentiels à Tchassiv Iar par l'armée russe, pendant l'invasion de l'Ukraine par la Russie de 2022. Au moins 48 personnes ont été tuées. En raison de l'impact, un immeuble résidentiel de cinq étages s'est partiellement effondré. Deux entrées ont été complètement détruites.

## Frappe de missiles

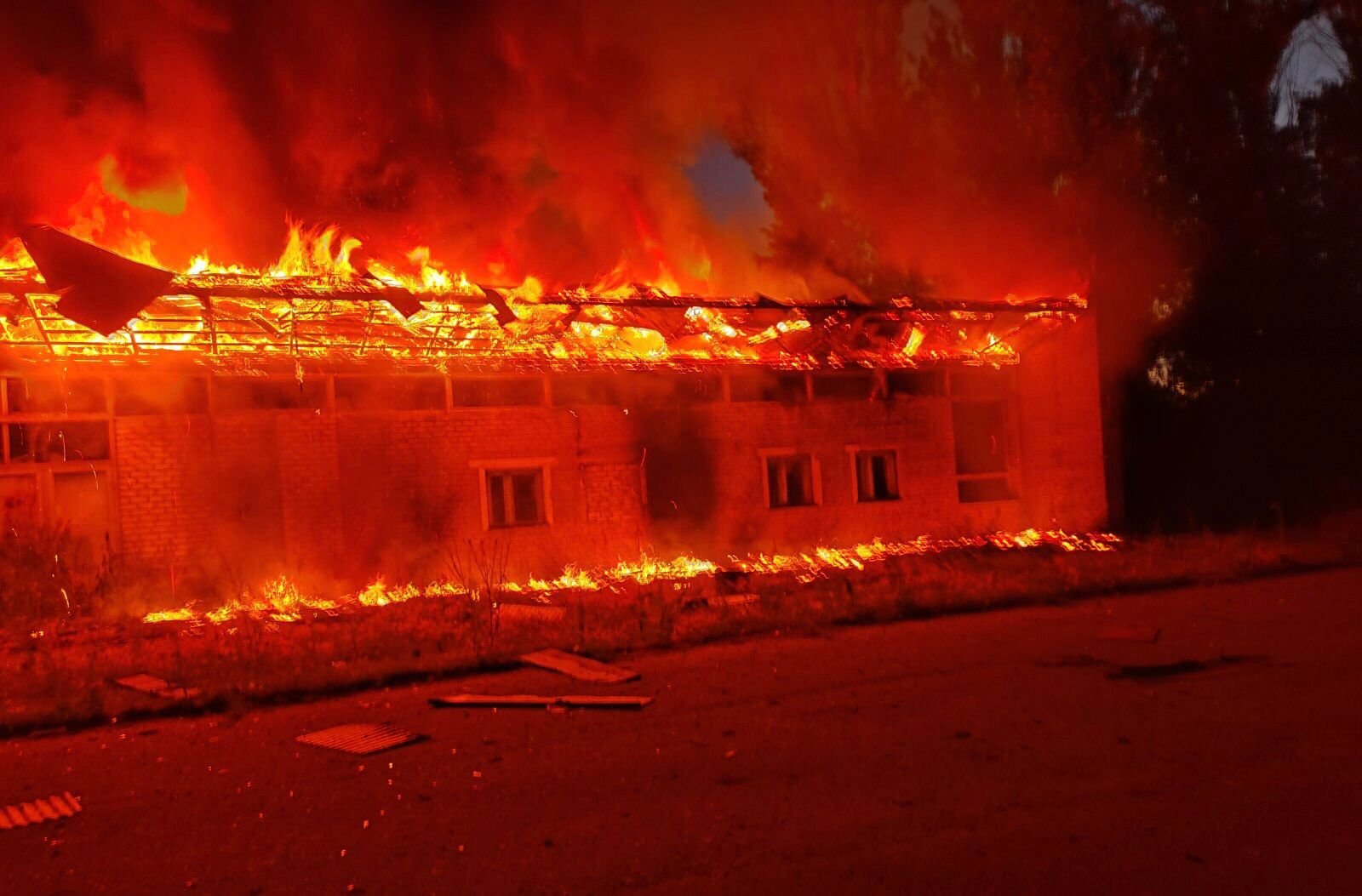
La gare de Tchassiv Iar bombardée plus tôt le même jour.

Tchassiv Iar a une population d'environ 12 000 personnes et est située à environ 20 km au sud-est de Kramatorsk sur le côté ouest de la ville de Bakhmout, que les troupes russes tentaient de saisir à l'Ukraine.
La frappe a été effectuée avec "Ouragan", un lance-roquettes multiple automoteur de 220 mm conçu en Union soviétique. Le ministère russe de la Défense, au contraire, a affirmé avoir détruit "un hangar avec des obusiers américains M777 de calibre 155 mm et jusqu'à 30 militants ukrainiens" avec des « armes de haute précision » dans la région.
Au 10 juillet, 67 secouristes tentaient de secourir les sinistrés et plus de 20 personnes pourraient être encore piégées sous les décombres.

## Réactions
Andriy Yermak (en), le chef de cabinet du président ukrainien, a déclaré que la frappe était « une autre attaque terroriste » et que la Russie devrait être désignée comme un « État parrainant le terrorisme ».